# 米山有佳子
米山 有佳子（よねやま ゆかこ)は。日本の女性声優。東京都出身。マウスプロモーションを経てフリー。

## 略歴
東京アナウンスアカデミー卒業後にマウスプロモーション附属俳優養成所へ入所。その後、マウスプロモーションに所属。
2018年4月10日、マウスプロモーションを退所したことを発表。

## 人物
趣味・特技にはトランペット、ホラー観賞、野球観戦をそれぞれ挙げている。

## 出演

### テレビアニメ
2012年
- スマイルプリキュア!（女子生徒、女の子）
- Fate/Zero（島民）
- おじゃる丸

2014年
- アイカツ!（新入生）

2015年
- 少年ハリウッド -HOLLY STAGE FOR 50-（ファン）

2016年
- 学戦都市アスタリスク（ウェイトレス）
- ジョーカー・ゲーム（女）

2017年
- ハンドシェイカー（女子生徒、店員、女性）
- アイカツスターズ!（2017年 - 2018年、インタビュー、審査員）

2018年
- ポプテピピック（ウサギ）
- PERSONA5 the Animation（最上夢子）

### Webアニメ
- モンスターストライク（2017年、友達B、美人官僚）
- ソードガイ The Animation（2018年、赤ん坊）

### OVA
- パパのいうことを聞きなさい!（女性客）

### ゲーム
2012年
- ストリートファイター X 鉄拳

2014年
- Photograph Journey〜恋する旅行・愛知編&京都編〜（永津美紗）
- ゴールデンタイム Vivid Memories

2015年
- ウィッチャー3 ワイルドハント
- ウチの姫さまがいちばんカワイイ（ローラ・スペルビエ）

2016年
- ペルソナ5

2018年
- 東京プリズン（凛子・ブラッドフォード）

2019年
- ペルソナ5 ザ・ロイヤル

### ドラマCD
- 四号×警備（受付[2]）

### 吹き替え

#### 映画
- グレート・エスケイプ 大脱走1944（ナンシー〈エリザベス・ライス〉）
- マッド・ブラザー
- ストーカー

#### ドラマ
- シカゴ・ファイアー（ニッキー・ルカウスキー[10]〈メーガン・ファヒー[11]〉）
- ボンダイビーチ動物病院 シーズン3
- モーツァルト・イン・ザ・ジャングル（アディソン、タニヤ、少女1、老婦人、女1、ナビ音声）

#### アニメ
- ジャスティン・タイム・ゴー!（サミー）

### その他
- キティラーファイブオーディション（北条ミミ）
- 栃木県子ども総合科学館プラネタリウム「ピーターパンと宇宙へGO!」（観客の子ども）
- 神戸市立青少年科学館プラネタリウム「みちしるべのほし～ユータとウミガメのものがたり」